# Episodi di The Walking Dead (sesta stagione)
La sesta stagione della serie televisiva The Walking Dead, composta da sedici episodi, è stata trasmessa in prima visione negli Stati Uniti d'America dall'emittente AMC dall'11 ottobre 2015 al 3 aprile 2016.
In Italia la stagione è andata in onda in prima visione satellitare su Fox, canale a pagamento della piattaforma Sky, dal 12 ottobre 2015 al 4 aprile 2016, proposta il giorno seguente la messa in onda originale.
| nº | Titolo originale   | Titolo italiano             | Prima TV USA     | Prima TV Italia  |
| -- | ------------------ | --------------------------- | ---------------- | ---------------- |
| 1  | First Time Again   | Come la prima volta         | 11 ottobre 2015  | 12 ottobre 2015  |
| 2  | JSS                | L'attacco dei lupi          | 18 ottobre 2015  | 19 ottobre 2015  |
| 3  | Thank You          | Grazie                      | 25 ottobre 2015  | 26 ottobre 2015  |
| 4  | Here's Not Here    | Qui non è qui               | 1º novembre 2015 | 2 novembre 2015  |
| 5  | Now                | Adesso                      | 8 novembre 2015  | 9 novembre 2015  |
| 6  | Always Accountable | Al sicuro                   | 15 novembre 2015 | 16 novembre 2015 |
| 7  | Heads Up           | Non lasciare che muoia      | 22 novembre 2015 | 23 novembre 2015 |
| 8  | Start to Finish    | L'inizio e la fine          | 29 novembre 2015 | 30 novembre 2015 |
| 9  | No Way Out         | Nessuna via d'uscita        | 14 febbraio 2016 | 15 febbraio 2016 |
| 10 | The Next World     | La legge delle probabilità  | 21 febbraio 2016 | 22 febbraio 2016 |
| 11 | Knots Untie        | I nodi si sciolgono         | 28 febbraio 2016 | 29 febbraio 2016 |
| 12 | Not Tomorrow Yet   | Non è ancora domani         | 6 marzo 2016     | 7 marzo 2016     |
| 13 | The Same Boat      | Nella stessa barca          | 13 marzo 2016    | 14 marzo 2016    |
| 14 | Twice as Far       | Il secondo livello          | 20 marzo 2016    | 21 marzo 2016    |
| 15 | East               | Il cerchio                  | 27 marzo 2016    | 28 marzo 2016    |
| 16 | Last Day on Earth  | L'ultimo giorno sulla Terra | 3 aprile 2016    | 4 aprile 2016    |

## Come la prima volta
- Titolo originale: First Time Again
- Diretto da: Greg Nicotero
- Scritto da: Scott M. Gimple e Matthew Negrete

### Trama
Mentre la comunità di Alexandria cerca di attirare una mandria di zombie lontano dalla cittadina, una serie di flashback racconta quanto accaduto dopo la morte del marito di Deanna e quello di Jessie. Allontanatisi per seppellire quest'ultimo, Rick e Morgan scoprono un'enorme cava piena di migliaia di zombie. Attratti dal rumore di questa massa, sempre nuovi vaganti cadono dentro la voragine e non riescono più a uscire perché gli accessi sono bloccati da alcuni tir. Rick capisce che la comunità è riuscita a sopravvivere fino a quel momento perché gli zombie dei dintorni confluiscono lì rimanendo bloccati, ma capisce anche che è solo questione di tempo prima che si liberino. Decide quindi di organizzarne un esodo pilotato costruendo un percorso obbligato con automezzi e lamiere per portare la mandria il più lontano possibile. Intanto ad Alexandria l'ingegnere Carter cerca di fomentare una rivolta per uccidere Rick perché non si fida dei nuovi venuti, ma viene subito scoperto proprio da quest'ultimo e tuttavia risparmiato. Pur poco convinto decide di collaborare, mettendo a frutto la sua esperienza nel costruire barriere. Durante il tentativo di esodo dell'orda riconosce che il piano funziona, ma subito dopo viene azzannato e Rick è costretto a ucciderlo. Anche Nicholas, risparmiato da Glenn, è rimasto fortemente colpito e cerca ora di redimersi ai suoi occhi. Quando ormai l'immensa mandria di zombie si sta allontanando, il suono improvviso di un clacson proveniente proprio dalla direzione di Alexandria dirotta la maggior parte della mandria verso la città.
- Guest star: Ethan Embry (Carter), Corey Hawkins (Heath), Jason Douglas (Tobin), Austin Abrams (Ron Anderson), Major Dodson (Sam Anderson).
- Altri interpreti: Kenric Green (Scott), Ted Huckabee (Bruce), Jay Huguley (David), Beth Keener (Annie), Jonathan Kleitman (Sturgess), Dahlia Legault (Francine), Ann Mahoney (Olivia), Justin Miles (Barnes), Katelyn Nacon (Enid), Michael Traynor (Nicholas), Jordan Woods-Robinson (Eric).
- Nota: L'episodio ha una durata di 64 minuti, 22 minuti in più rispetto a un episodio regolare.
- Ascolti USA: telespettatori 14.633.000 – rating 18-49 anni 7,4%[3]

## L'attacco dei lupi
- Titolo originale: JSS
- Diretto da: Jennifer Lynch
- Scritto da: Seth Hoffman

### Trama
In un flashback viene mostrato come Enid vide morire i genitori, vagò per diverso tempo cercando di sopravvivere e infine raggiunse Alexandria.
Al presente, mentre l'esodo della mandria di vaganti è in corso, Carol e gli altri del gruppo di Rick rimasti ad Alexandria cercano di integrarsi con la comunità. Eugene e Tara fanno la conoscenza di Denise, nuovo chirurgo di emergenza dopo la morte di Pete visto che la ragazza aveva studiato chirurgia, ma poi, essendo troppo impressionabile, si era orientata alla psicologia. All'improvviso un gruppo di uomini e donne, i Lupi, entrano ad Alexandria uccidendo brutalmente gli abitanti. Durante l'attacco un camion si schianta contro una recinzione e, a causa dell'incidente, rimane il clacson bloccato; in tal modo si comprende l'origine del suono della fine della puntata precedente. Grazie all'abilità e fermezza di Carol, Maggie, Rosita, Aaron e al sopraggiunto Morgan, i lupi vengono uccisi o costretti alla fuga. Carol e Morgan hanno uno scontro di vedute in quanto la prima uccide senza pietà gli aggressori mentre il secondo non li vuole uccidere in nessun caso. Alla fine dello scontro, Carl scopre che Enid se ne è andata trovando un suo biglietto con scritto Sopravvivi in qualche modo. Intanto Aaron trova le foto che aveva perso e capisce con orrore che i Lupi hanno trovato Alexandria a causa sua.
- Guest star: Merritt Wever (Dott.ssa Denise Cloyd), Benedict Samuel (Capo dei Lupi), Austin Abrams (Ron Anderson), Major Dodson (Sam Anderson).
- Altri interpreti: Jesse Boyd (Lupo biondo), Claire Bronson (Madre di Enid), Jason Alexander Davis (Padre di Enid), Ann Mahoney (Olivia), Tiffany Morgan (Erin), Katelyn Nacon (Enid), Alec Rayme (Lupo con la giacca rossa), Elena Sanchez (Lupa con la borsa), Labrandon Shead (Lupo con la testa rasata), Susie Spear Purcell (Shelly Neudermeyer), Lance Tafelski (Lupo con la barba), Jordan Woods-Robinson (Eric).
- Non accreditati: Laura Beamer (Holly).
- Ascolti USA: telespettatori 12.183.000 – rating 18-49 anni 6,2%[4]

## Grazie
- Titolo originale: Thank You
- Diretto da: Michael Slovis
- Scritto da: Angela Kang

### Trama
Rick si allontana per raggiungere il camper, lasciato lungo la barriera, al fine di attirare lontano i vaganti diretti ad Alexandria e dicendo agli altri di tornare a casa. Alcuni degli abitanti di Alexandria vengono però feriti in uno scontro con dei vaganti e il gruppo decide di fermarsi in una cittadina per curare i feriti; raggiunti dall'orda, Glenn e Nicholas cercano di creare un diversivo ma vengono accerchiati. Quest'ultimo, in preda alla disperazione, si suicida facendo cadere con lui Glenn in mezzo all'orda. Alla fine solo Michonne, Scott e Heath raggiungono Alexandria. Nel frattempo Sasha, Abraham e Daryl continuano ad attirare lontano i vaganti rimasti alle loro spalle, nonostante quest'ultimo inizialmente si allontani per tornare ad Alexandria. Rick intanto, raggiunto il camper, si frappone tra i vaganti e Alexandria per iniziare ad allontanarli, ma è attaccato da Lupi lasciati andare da Morgan. Riesce a ucciderli tutti, ma non riesce a fare ripartire il camper e viene raggiunto dall'orda.
- Guest star: Corey Hawkins (Heath), Kenric Green (Scott), Justin Miles (Barnes).
- Altri interpreti: Jesse Boyd (Lupo biondo), Jay Huguley (David), Beth Keener (Annie), Jonathan Kleitman (Sturgess), Michael Traynor (Nicholas).
- Ascolti USA: telespettatori 13.143.000 – rating 18-49 anni 6,7%[5]

## Qui non è qui
- Titolo originale: Here's Not Here
- Diretto da: Stephen Williams
- Scritto da: Scott M. Gimple

### Trama
Morgan racconta a uno dei Lupi che ha catturato, lo stesso che lo aveva già attaccato in precedenza, del suo passato. Un tempo Morgan uccideva vaganti o persone senza distinzione. Un giorno trovò una casa nel bosco abitata da un uomo che però riuscì a sopraffarlo; egli tuttavia lo risparmiò e lo fece prigioniero, cercando di stringere amicizia. L'uomo, di nome Eastman, raccontò di essere uno psichiatra forense e capì che la sua aggressività derivava da un disturbo post traumatico da stress. Dopo svariati tentativi, riuscì a guarire Morgan grazie anche all'insegnamento dell'aikidō. Diventati amici, Eastman gli raccontò che sua moglie e i suoi figli erano stati uccisi da uno dei suoi pazienti, ma che uccidere l'assassino l'aveva solo portato a capire che ogni vita è preziosa e non bisogna uccidere nessuno. A causa di una distrazione di Morgan, che rivede trasformato in zombie una delle sue vittime umane, Eastman viene morso da un vagante. Conscio del suo destino, chiede a Morgan di ucciderlo. Quest'ultimo, seppellito l'amico, lascia la casa e raggiunge le indicazioni per Terminus.
Terminato il racconto, il Lupo non sembra influenzato dalle parole di Morgan e rivela di essere già ferito da uno zombie, ma se dovesse sopravvivere intende uccidere comunque tutti. Morgan lo lascia quindi legato nella cantina dove si trova ed esce all'esterno, sentendo la voce di Rick al cancello.
- Guest star: John Carroll Lynch (Eastman), Benedict Samuel (Capo dei Lupi).
- Altri interpreti: LB Brown (Giovane uomo), H. Patrik Coyne (Ragazzo di 20 anni), Chris Gann (Uomo di 40 anni), Bethany Anne Lind (Giovane donna).
- Nota: L'episodio ha una durata di 64 minuti, 22 minuti in più rispetto a un episodio regolare.
- Ascolti USA: telespettatori 13.339.000 – rating 18-49 anni 6,8%[6]

## Adesso
- Titolo originale: Now
- Diretto da: Avi Youabian
- Scritto da: Corey Reed

### Trama
Rick si rifugia dentro Alexandria poco prima che la mandria cominci ad assediarla. L'ex sceriffo rassicura gli abitanti terrorizzati dicendo che quando Daryl, Sasha e Abraham faranno ritorno con i loro mezzi allontaneranno la mandria come hanno fatto con l'altra; visto che gli abitanti sono perplessi Aaron lo appoggia rivelando che l'ultima volta che non aveva seguito i loro consigli era caduto in una trappola e, perdendo lo zaino con le foto, aveva condotto i Lupi ad Alexandria. Spencer convince gli abitanti a non saccheggiare la dispensa, salvo poi riversare la frustrazione sulla madre accusandola di avere causato la morte di Aiden e del padre. Carl chiede a Ron di accompagnarlo fuori a cercare Enid, ma egli gli intima di non farlo e avverte della cosa Rick per non fargli fare sciocchezze. Tara incoraggia Denise, il nuovo medico, a non mollare e la donna riesce così a curare Scott dalla sua ferita; per ringraziarla la bacia. Maggie rivela ad Aaron di essere incinta e i due cercano di uscire a cercare Glenn attraverso un passaggio sotterraneo, ma l'uscita è troppo vicina alla mandria e i due decidono di tornare indietro. Deanna, disperata per come la comunità sta rapidamente sfaldandosi, chiede a Rick di essere il capo di cui hanno bisogno per sopravvivere. La recinzione, intanto, continua a essere assediata dai vaganti.
- Guest star: Merritt Wever (Dott.ssa Denise Cloyd), Jason Douglas (Tobin), Kenric Green (Scott), Ann Mahoney (Olivia), Austin Abrams (Ron Anderson), Major Dodson (Sam Anderson).
- Altri interpreti: Vanessa Cloke (Anna), Ted Huckabee (Bruce), Jasmine Kaur (Betsy), Mandi Christine Kerr (Barbara), Dahlia Legault (Francine), Jordan Woods-Robinson (Eric), David Marshall Silverman (Kent).
- Ascolti USA: telespettatori 12.440.000 – rating 18-49 anni 6,2%[7]

## Al sicuro
- Titolo originale: Always Accountable
- Diretto da: Jeffrey F. January
- Scritto da: Heather Bellson

### Trama
Sulla strada del ritorno Daryl, Sasha e Abraham vengono attaccati da aggressori sconosciuti. Daryl viene poco dopo sorpreso e catturato da un trio di sopravvissuti, che pensano sia un membro del gruppo di aggressori. Approfittando di una loro distrazione, Daryl fugge rubando la loro borsa, tuttavia scopre che contiene insulina. Decide di restituire ai tre la borsa, ma vengono raggiunti dal gruppo armato da cui fuggivano. Daryl riesce a far desistere gli inseguitori, ma poco dopo una dei tre sopravvissuti viene ferita a morte da alcuni vaganti. Nel frattempo, Abraham e Sasha si rifugiano in un edificio per attendere Daryl e Abraham trova un lanciarazzi RPG. Daryl intanto offre ai due rimanenti sopravvissuti di tornare con lui ad Alexandria, ma essi lo tradiscono e gli rubano la balestra e la moto. Più tardi, però, Daryl trova un'autocisterna e si riunisce ad Abraham e Sasha. Mentre tornano ad Alexandria, Daryl cerca di contattare Rick alla radio, ma riesce a sentire solo una voce sconosciuta rispondere "Aiuto".
- Guest star: Austin Amelio (Dwight), Christine Evangelista (Sherry).
- Altri interpreti: Darin Cooper (Wade), Matt Lowe (Cam), Liz E. Morgan (Tina).
- Ascolti USA: telespettatori 12.871.000 – rating 18-49 anni 6,5%[8]

## Non lasciare che muoia
- Titolo originale: Heads Up
- Diretto da: David Boyd
- Scritto da: Channing Powell

### Trama
Caduto in mezzo ai vaganti, Glenn si è salvato nascondendosi sotto il cassonetto; uscito allo scoperto dopo che i vaganti si sono dispersi, si imbatte in Enid che però fugge. Rick intanto viene a sapere da Carol che Morgan alla fine degli scontri aveva lasciato andare alcuni Lupi (proprio quelli che poi lo hanno assalito sul camper), quindi lo riprende dicendo che rifiutando di uccidere altri umani mette in pericolo lui e gli altri. Glenn nel frattempo ritrova Enid e la convince a tornare con lui ad Alexandria, ma arrivati in vista della città la trovano assediata dai vaganti. Mentre Rick, aiutato da Tobin, cerca di rinforzare la recinzione, Spencer cerca di oltrepassare la mandria usando un cavo sospeso, ma fallisce e viene salvato da Tara e Rick. Egli lo rimprovera dandogli dello stupido, ma il ragazzo si lamenta che il suo piano non sarebbe stato ascoltato comunque. Morgan, intanto, porta la dottoressa Denise dal Lupo ferito, ma viene seguito e scoperto da Carol. Dei palloncini verdi si alzano in cielo e Maggie corre da Rick festante sostenendo che è il segnale che Glenn è vivo, ma proprio in quel momento il campanile danneggiato dal camion crolla sfondando parte della recinzione.
- Guest star: Merritt Wever (Dott.ssa Denise Cloyd), Jason Douglas (Tobin), Kenric Green (Scott), Ann Mahoney (Olivia), Austin Abrams (Ron Anderson), Major Dodson (Sam Anderson).
- Altri interpreti: Jay Huguley (David), Mandi Christine Kerr (Barbara), Katelyn Nacon (Enid), David Marshall Silverman (Kent), Michael Traynor (Nicholas).
- Ascolti USA: telespettatori 13.224.000 – rating 18-49 anni 6,7%[9]

## L'inizio e la fine
- Titolo originale: Start to Finish
- Diretto da: Michael E. Satrazemis
- Scritto da: Matthew Negrete

### Trama
I vaganti invadono le strade di Alexandria e la popolazione fugge al riparo nelle abitazioni. Rick, Deanna, Carl, Ron, Michonne e Gabriel si rifugiano in casa con Jessie e Sam. Lì scoprono che Deanna, ferita in una colluttazione con i vaganti poco prima, è stata morsa. Carol e Morgan si rifugiano nell'abitazione dove è rinchiuso il Lupo catturato. Quando Morgan abbassa la guardia, Carol corre di sotto e vi trova Denise che ha appena finito di medicare l'uomo. Morgan si frappone per impedire che lo uccida e tra i due nasce una colluttazione nella quale Carol viene messa fuori combattimento, ma il Lupo ne approfitta per stordire Morgan e liberarsi. Al sopraggiungere di Tara, Rosita ed Eugene il Lupo prende in ostaggio Denise ed esce dalla casa per fuggire, mentre Glenn ed Enid raggiungono la recinzione e vedono Maggie intrappolata sopra una torretta. Intanto in casa di Jessie Ron attacca Carl per vendicarsi di suo padre ucciso da Rick, ma la colluttazione attira i vaganti che invadono la casa; tutti si rifugiano al piano superiore bloccando le scale con un divano. Rick escogita il piano di ricoprirsi di interiora dei vaganti e tutto il gruppo riesce a oltrepassare i vaganti per uscire dalla casa, ma in strada Sam è sempre più spaventato e chiama sua madre. Intanto Deanna, ormai spacciata, decide di affrontare a viso aperto gli zombie.
Nel frattempo, nella scena dopo i titoli di coda, Abraham, Sasha e Daryl vengono fermati da un gruppo di motociclisti che intima loro di consegnare tutto, poiché ora è di proprietà di un tale chiamato Negan.
- Guest star: Merritt Wever (Dott.ssa Denise Cloyd), Benedict Samuel (Capo dei Lupi), Jason Douglas (Tobin), Austin Abrams (Ron Anderson), Major Dodson (Sam Anderson), Christopher Berry (Tenente dei Salvatori).
- Altri interpreti: Katelyn Nacon (Enid).
- Ascolti USA: telespettatori 13.981.000 – rating 18-49 anni 7,0%[10]

## Nessuna via d'uscita
- Titolo originale: No Way Out
- Diretto da: Greg Nicotero
- Scritto da: Seth Hoffman

### Trama
I motociclisti requisiscono le pistole di Abraham, Sasha e Daryl, poi il loro capo manda quest'ultimo con un suo uomo a controllare il retro dell'autocisterna. Mentre il capo continua a parlare e minacciare, Daryl mette fuori combattimento l'uomo che è con lui e fa saltare in aria i motociclisti restanti con il lanciarazzi recuperato da Abraham. Intanto ad Alexandria Rick affida Judith a Gabriel, che si rifugia in chiesa, e decide di andare a recuperare i veicoli per allontanare i vaganti. Sam ha una crisi di panico e i suoi pianti attirano i vaganti che lo sbranano; Jessie urla disperata e viene divorata anch'essa. Ron cerca furioso di sparare a Rick, ma viene trafitto da Michonne: il colpo che parte accidentalmente ferisce a un occhio Carl. Rick prende il figlio e con Michonne corre verso l'infermeria. Nel frattempo il Lupo si dirige verso l'uscita con Denise e, cercando di proteggerla, viene morso a un braccio; la dottoressa lo convince a tornare verso l'infermeria per salvarlo, ma Carol gli spara dalla finestra e solo Denise la raggiunge. Arrivato all'infermeria, Rick affida Carl alle cure di Denise ed esce con l'intenzione di uccidere tutti i vaganti; Michonne esce per aiutarlo e gli altri abitanti, compreso anche Gabriel, decidono di uscire allo scoperto per uccidere i vaganti. Glenn intanto distrae i vaganti che stanno assediando Maggie, mentre Enid l'aiuta a fuggire; quando i vaganti circondano il ragazzo, Abraham e Sasha sopraggiungono per salvarlo. Daryl versa benzina nel laghetto di Alexandria e lo incendia con un altro razzo, attirando i vaganti tra le fiamme e facilitandone lo sterminio. La mattina seguente Rick parla a Carl, ancora incosciente, dicendo che ha iniziato ad avere fiducia negli abitanti di Alexandria e che i sogni di Deanna sono realizzabili; il ragazzo dopo poco si sveglia.
- Guest star: Merritt Wever (Dott.ssa Denise Cloyd), Corey Hawkins (Heath), Major Dodson (Sam Anderson), Benedict Samuel (Capo dei Lupi), Jason Douglas (Tobin), Austin Abrams (Ron Anderson), Katelyn Nacon (Enid), Ann Mahoney (Olivia), Christopher Berry (Tenente dei Salvatori).
- Altri interpreti: Vanessa Cloke (Anna), Ted Huckabee (Bruce), Mandi Christine Kerr (Barbara), Dahlia Legault (Francine), David Marshall Silverman (Kent), Jordan Woods-Robinson (Eric).
- Ascolti USA: telespettatori 13.742.000 – rating 18-49 anni 6,8%[11]

## La legge delle probabilità
- Titolo originale: The Next World
- Diretto da: Kari Skogland
- Scritto da: Angela Kang e Corey Reed

### Trama
Due mesi dopo l'invasione dei vaganti la vita procede tranquilla ad Alexandria, ma per penuria di rifornimenti Daryl e Rick escono in esplorazione. I due trovano un furgone pieno di provviste, ma incontrano un sopravvissuto che si presenta come Paul "Jesus" Rovia che li trae in inganno e fugge con il furgone dopo avere rubato le chiavi. Intanto, Michonne vede Spencer inoltrarsi nel bosco e decide di seguirlo per assicurarsi che non gli succeda nulla. Rick e Daryl raggiungono Jesus che si è fermato per cambiare una gomma e riescono a legarlo e andarsene con il furgone. Poco dopo si accorgono però che in qualche modo l'uomo si è liberato ed è sul tetto del furgone; fermatisi, mentre Rick elimina alcuni vaganti nelle vicinanze, Daryl ha una colluttazione con Jesus nella quale quest'ultimo gli salva la vita uccidendo un vagante, ma il furgone finisce in un lago. Rimasto privo di sensi, l'uomo viene portato ad Alexandria per essere curato; giunti in città viene legato e vigilato da Daryl. Intanto Michonne scopre che Spencer stava cercando lo zombie di sua madre e, quando infine la trova, può darle pace e seppellirla. Tornati tutti a casa, Michonne e Rick raccontandosi le proprie giornate finiscono a letto insieme. Nella notte sono svegliati di soprassalto da Jesus che, tranquillamente, chiede a Rick di parlare.
- Guest star: Merritt Wever (Dott.ssa Denise Cloyd), Tom Payne (Paul Rovia / Jesus), Katelyn Nacon (Enid).
- Ascolti USA: telespettatori 13.483.000 – rating 18-49 anni 6,6%[12]

## I nodi si sciolgono
- Titolo originale: Knots Untie
- Diretto da: Michael E. Satrazemis
- Scritto da: Matthew Negrete e Channing Powell

### Trama
Jesus spiega a Rick e agli altri di fare parte della comunità di Hilltop e propone loro uno scambio di risorse. L'uomo propone di condurli alla sua comunità anche per verificare la veridicità delle sue parole e Rick organizza una spedizione con Glenn, Maggie, Abraham, Daryl e Michonne. Durante il viaggio si imbattono in un incidente stradale e salvano alcuni cittadini di Hilltop dai vaganti, Caso vuole che Glenn salvi proprio il dr. Harlan, che nella vita precedente faceva il ginecologo. Arrivati alla comunità, il loro leader Gregory si dimostra arrogante e non raggiungono un accordo. Poco dopo rientrano tre abitanti di Hilltop e uno di essi cerca di uccidere Gregory dicendo che è l'unico modo per salvare suo fratello, prigioniero del gruppo di Negan. Quest'ultimo, spiega Jesus una volta tornata la calma, è il capo di un gruppo chiamato "Salvatori": essi si sono presentati al termine della costruzione di Hilltop, chiedendo la metà di ogni bene della comunità per risparmiare loro la vita. Maggie tratta di nuovo con Gregory, ferito dal suo aggressore, riuscendo a stipulare un accordo: loro elimineranno i "Salvatori" in cambio della metà di ogni bene di Hilltop (soprattutto cibo). La donna riesce anche a farsi fare un'ecografia dal dottor Harlan Carson. Infine ripartono con le scorte di cibo, Jesus e Andy, l'uomo che è stato nella base di Negan e che li guiderà sul posto.
- Guest star: Xander Berkeley (Gregory), Merritt Wever (Dott.ssa Denise Cloyd), Tom Payne (Paul Rovia / Jesus).
- Altri interpreti: Karen Ceesay (Bertie), James Chen (Kal), Brett Gentile (Freddie), R. Keith Harris (Dr. Harlan Carson), Justin Kucsulain (Ethan), Kimberly Leemans (Crystal), Jeremy Palko (Andy), Ilan Srulovicz (Wesley), Peter Zimmerman (Eduardo).
- Ascolti USA: telespettatori 12.794.000 – rating 18-49 anni 6,1%[13]

## Non è ancora domani
- Titolo originale: Not Tomorrow Yet
- Diretto da: Greg Nicotero
- Scritto da: Seth Hoffman

### Trama
Tornati ad Alexandria Rick spiega agli altri abitanti il suo piano e nonostante Morgan proponga una via diplomatica, gli altri abitanti concordando con l'ex sceriffo. Mentre quest'ultimo studia un piano di attacco con l'aiuto di Andy, che è già stato nella base dei Salvatori, Abraham decide di rompere la relazione con Rosita essendosi accorto di essere attratto da Sasha e Carol si scambia un bacio con Tobin. Il giorno successivo, Rick parte con un numeroso gruppo di compagni armati cercando un vagante che assomigli a Gregory per consegnare la testa ai Salvatori e usarla per farsi consegnare il prigioniero Craig prima di attaccare. Poche ore prima dell'alba, Andy si presenta alla base dei Salvatori e come previsto due di loro escono, consegnano l'ostaggio, e vengono poi uccisi silenziosamente. Il gruppo di Rick si introduce nella base dei Salvatori cominciando a ucciderli nel sonno e cercando l'armeria. Dopo poco tuttavia uno dei Salvatori, svegliatosi per caso, riesce a fare scattare l'allarme scatenando un violento scontro a fuoco; anche Glenn e Heath per la prima volta uccidono delle persone. Andy e Craig si ritirano a Hilltop, mentre Jesus entra ad aiutare Rick e gli altri. Al sorgere del sole tutti i Salvatori sembrano essere morti, così Heath e Tara prendono uno dei mezzi dei Salvatori e partono in ricognizione come già avevano programmato. A un tratto un altro Salvatore esce da una rimessa con la moto di Daryl, ma viene fermato: quando stanno per ucciderlo alla radio che ha l'uomo con sé una donna ordina di abbassare le armi perché hanno catturato Carol e Maggie.
- Guest star: Merritt Wever (Dott.ssa Denise Cloyd), Corey Hawkins (Heath), Tom Payne (Paul Rovia / Jesus), Jason Douglas (Tobin), Kenric Green (Scott), Alicia Witt (Paula)[14].
- Altri interpreti: Carlos Aviles (guardia dei Salvatori 1), Ian Casselberry (guardia dei Salvatori 2), Vanessa Cloke (Anna), Steven Sean Garland (Salvatore anziano), Jimmy Gonzales (Primo), G-Rod (Salvatore grosso), Myke Holmes (Craig), Ted Huckabee (Bruce), Mandi Christine Kerr (Barbara), Dahila Legault (Francine), Jeremy Palko (Andy), David Marshall Silverman (Kent).
- Ascolti USA: telespettatori 12.816.000 – rating 18-49 anni 6,1%[15]

## Nella stessa barca
- Titolo originale: The Same Boat
- Diretto da: Billy Gierhart
- Scritto da: Angela Kang

### Trama
Carol e Maggie, rimaste poco distanti dalla base, vengono catturate da un altro gruppo di Salvatori. Il loro leader, Paula, vede il gruppo di Rick che cattura il suo compagno e ordina alla radio di abbassare le armi. Rick offre uno scambio di ostaggi, ma Paula dice che ci penserà e con i compagni porta Carol e Maggie in un mattatoio invaso dai vaganti. Mentre Maggie viene interrogata, Carol inizia a recitare la parte della donna debole che era un tempo: afferma che il suo gruppo ha agito per legittima difesa e timore di Negan, ma le viene detto che "sono tutti Negan". Paula chiama Rick e accetta lo scambio, ma non si fida e decide in realtà di prendere tempo per attendere un altro gruppo di Salvatori chiamati in precedenza. Paula e gli altri iniziano a eliminare i vaganti del mattatoio mentre Carol e Maggie, rimaste sole, riescono a liberarsi e a uccidere Paula e gli altri Salvatori. Ricevuta notizia alla radio dell'arrivo del secondo gruppo di Salvatori, le due tendono loro un'imboscata eliminando anche loro. All'uscita ritrovano Rick e gli altri che avevano seguito le tracce per salvarle; come gli altri anche il salvatore catturato afferma di essere Negan e viene ucciso a sangue freddo dall'ex sceriffo.
- Guest star: Alicia Witt (Paula), Jeananne Goossen (Michelle), Jill Jane Clements (Molly), Rus Blackwell (Donnie).
- Altri interpreti: Jimmy Gonzales (Primo).
- Ascolti USA: telespettatori 12.530.000 – rating 18-49 anni 6,0%[16]

## Il secondo livello
- Titolo originale: Twice as Far
- Diretto da: Alrick Riley
- Scritto da: Matthew Negrete

### Trama
Ad Alexandria si susseguono giorni di tranquillità e anche padre Gabriel e Eugene iniziano a fare turni di guardia mentre Morgan costruisce una cella. Denise, insieme a Daryl e Rosita, insiste per farsi accompagnare in una farmacia poco distante per cercare medicinali. Intanto Eugene si fa accompagnare da Abraham in una fabbrica dove, a quanto dice, può fabbricare proiettili; egli sostiene inoltre di essere cambiato e quando il suo compagno lo salva da un vagante discute con lui e Abraham decide di tornare indietro da solo. Nel frattempo, Denise, Rosita e Daryl hanno trovato numerose scorte, ma sulla strada del ritorno vengono sorpresi da un gruppo di Salvatori comandati da Dwight. Denise viene uccisa e gli altri due costretti ad arrendersi, poiché hanno anche preso prigioniero Eugene. Grazie a un diversivo messo in atto da quest'ultimo, Abraham, nascosto nelle vicinanze, riesce a sorprendere i Salvatori che sono costretti alla fuga dall'inaspettato contrattacco. Tornati ad Alexandria Denise viene seppellitta ed Eugene, ferito nello scontro, riceve il rispetto di Abraham che decide anche di dichiararsi a Sasha. Carol decide di andarsene e lascia una lettera di addio a Tobin.
- Guest star: Merritt Wever (Dott.ssa Denise Cloyd), Jason Douglas (Tobin), Ann Mahoney (Olivia), Austin Amelio (Dwight).
- Altri interpreti: Robert Walker-Branchaud (Neil).
- Ascolti USA: telespettatori 12.686.000 – rating 18-49 anni 6,0%[17]

## Il cerchio
- Titolo originale: East
- Diretto da: Michael E. Satrazemis
- Scritto da: Scott M. Gimple e Channing Powell (storia), Channing Powell (soggetto)

### Trama
Daryl esce all'improvviso da Alexandria per andare a cercare Dwight, quindi Glenn, Michonne e Rosita lo inseguono per tentare di fermarlo. Intanto Tobin dice a Rick che Carol è scappata durante la notte e l'ex sceriffo esce per cercarla con Morgan. Nel frattempo Carol viene bloccata da un gruppo di Salvatori, ma fingendosi nuovamente debole riesce a coglierli alla sprovvista e a ucciderli tutti tranne uno. Sulla scena giungono Rick e Morgan che decidono di seguire delle tracce di sangue pensando che sia di Carol; a loro insaputa vengono spiati e poi seguiti da uno dei Salvatori, quello che è rimasto solo ferito dallo scontro con la donna. Glenn, Michonne e Rosita raggiungono Daryl, ma non riescono a convincerlo a rinunciare, quindi Rosita decide di andare con lui. Gli altri due sulla strada del ritorno vengono fatti prigionieri dal gruppo di Dwight. Rick e Morgan raggiungono una fattoria infestata dai vaganti e incontrano un uomo che grida di essere in cerca del suo cavallo e fugge. Eliminati i vaganti, Morgan cerca di spiegare di nuovo la sua filosofia di vita a Rick, convincendolo a tornare indietro mentre lui continuerà a cercare Carol. Rosita e Daryl trovano il gruppo di Dwight, tuttavia prima che possano attaccare vengono sorpresi alle spalle e Dwight spara a Daryl.
- Guest star: Jason Douglas (Tobin), Austin Amelio (Dwight), Katelyn Nacon (Enid), Ann Mahoney (Olivia), Rich Ceraulo (Jiro), Stuart Greer (Roman).
- Altri interpreti: Daniel Newman (Daniel).
- Ascolti USA: telespettatori 12.384.000 – rating 18-49 anni 5,8%[18]

## L'ultimo giorno sulla Terra
- Titolo originale: Last Day on Earth
- Diretto da: Greg Nicotero
- Scritto da: Scott M. Gimple e Matthew Negrete

### Trama
Rick, Carl, Sasha, Abraham, Eugene e Aaron escono con il camper per portare dal dottore a Hilltop Maggie che accusa dolori lancinanti. Intanto Morgan trova il cavallo dell'uomo incontrato alla fattoria e più tardi Carol. Dopo avere medicato le sue ferite, si allontana per uccidere un vagante e Carol fugge perché non vuole tornare ad Alexandria. La donna viene però aggredita dall'uomo dei Salvatori ferito sulla strada che le spara e vuole lasciarla morire lentamente; Morgan li raggiunge e intima all'uomo di arrendersi, ma è costretto a ucciderlo per salvare Carol. Sul posto arriva anche l'uomo in armatura con un compagno a cavallo e si offrono di aiutarli. Nel frattempo il gruppo di Rick trova più volte la strada sbarrata da ostacoli o da posti di blocco dei Salvatori. Dopo avere cercato più volte strade alternative, Eugene si offre per fare da esca con il camper mentre il resto del gruppo taglia a piedi per il bosco, favoriti dalla notte che è calata. Tutti quanti vengono però accerchiati e catturati dai Salvatori e vengono riuniti a Glenn, Daryl, Michonne e Rosita. Negan fa a quel punto la sua comparsa e in un lungo monologo spiega che ora lavoreranno per lui e gli daranno la metà di tutto, in più uno di loro morirà come punizione per avere fatto resistenza. Dopo una macabra conta, lo spietato capo dei Salvatori sceglie la sua vittima e con la sua mazza la colpisce ripetutamente.
- Special guest star: Jeffrey Dean Morgan (Negan).
- Guest star: Austin Amelio (Dwight), Steven Ogg (Simon), Katelyn Nacon (Enid), Stuart Greer (Roman), Kenric Green (Scott).
- Altri interpreti: Dahila Legault (Francine), Kevin Patrick Murphy (Ostaggio dei salvatori), Daniel Newman (Daniel).
- Nota: L'episodio ha una durata di 64 minuti, 22 minuti in più rispetto a un episodio regolare.
- Ascolti USA: telespettatori 14.193.000 – rating 18-49 anni 6,9%[19]